# Bjersjöholms ädellövskog
Bjersjöholms ädellövskog este o arie protejată (arie specială de conservare — SAC, sit de importanță comunitară — SCI) din Suedia întinsă pe o suprafață de 11,3 ha, integral pe uscat.

## Localizare
Centrul sitului Bjersjöholms ädellövskog este situat la coordonatele 55°27′45″N 13°46′29″E / 55.4626°N 13.7746°E.

## Înființare
Situl Bjersjöholms ädellövskog a fost declarat sit de importanță comunitară în iulie 2000 pentru a proteja un număr necunoscut de specii din flora spontană și fauna sălbatică aflate în arealul zonei. Situl a fost protejat și ca arie specială de conservare în martie 2011.

## Biodiversitate
Situată în ecoregiunea continentală, aria protejată conține 2 habitate naturale: Păduri de stejar sau de stejar și carpen sub-atlantice și medio-europene de Carpinion betuli, Păduri de fag Asperulo-Fagetum.
La baza desemnării sitului se află un număr nedeclarat de specii protejate.